# Cho Min-ho
Cho Min-ho (hangŭl: 조민호?; Seul, 4 gennaio 1987 – Seul, 15 giugno 2022) è stato un hockeista su ghiaccio sudcoreano.

## Carriera

### Club
Dopo la laurea all'Università della Corea (nella cui squadra - che militava nel campionato nazionale - ha giocato dal 2004 al 2008), Cho Min-ho ha giocato sempre nell'Asia League Ice Hockey.
In carriera ha vinto per cinque volte il titolo, tutte con la maglia dell'Anyang Halla. Durante il servizio militare ha giocato, sempre in ALIH, per due anni (2013-2015) con la squadra dell'esercito, i Daemyung Sangmu.
Di entrambe le squadre è stato capitano: del Sangmu, nella seconda stagione (2014-2015), mentre dell'Anyang Halla dal 2018 al 2020.

### Nazionale
Con la maglia della nazionale sudcoreana ha vinto due medaglie ai giochi asiatici invernali: il bronzo nel 2011 e l'argento nel 2017.
Ha inoltre preso parte a undici edizioni del campionato del mondo (inclusa una del mondiale elite) e ai giochi olimpici di Pyeongchang 2018, dove mise a segno il primo gol olimpico nella storia della sua nazionale. La sua ultima apparizione in nazionale fu nell'agosto del 2021 al torneo di qualificazione olimpica per Pechino 2022 durante il quale venne nominato capitano.
Pochi mesi dopo, ad ottobre 2021, a Cho fu diagnosticato un cancro ai polmoni; morì in un ospedale di Seoul il 15 giugno 2022, all'età di 35 anni.